# 格罗特胡森陨石坑

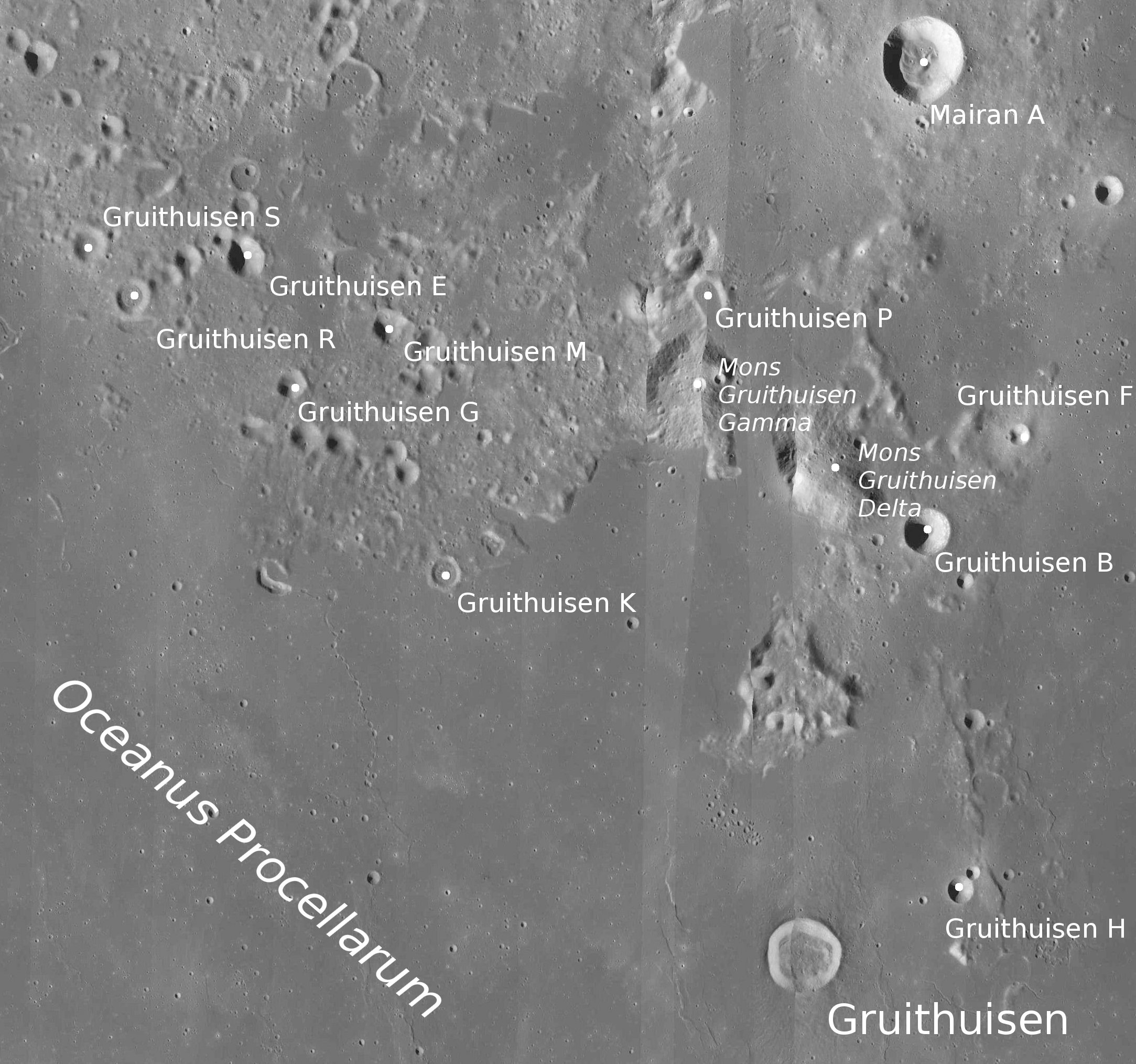
带有卫星坑的格罗特胡森陨坑照片，月球勘测轨道飞行器拍摄。

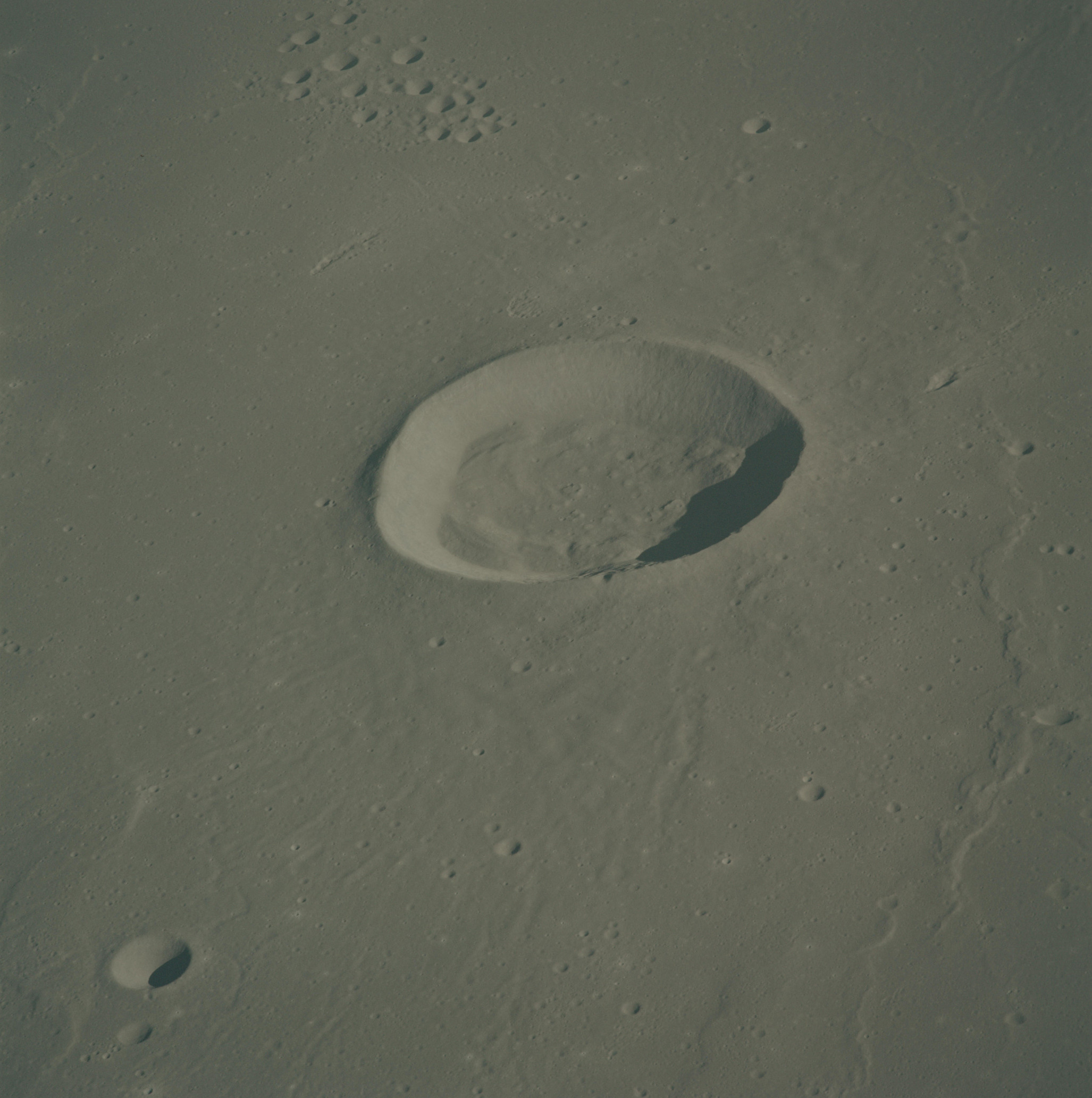
来自阿波罗15号拍摄的斜视图. 美国宇航局照片

格罗特胡森陨石坑（Gruithuisen）是位于风暴洋与雨海东西交界处的一座小撞击坑，以巴伐利亚医生和天文学家弗朗茨·冯·格罗特胡森（1774年-1852年）之名命名，1935年被国际天文学联合会批准采纳。

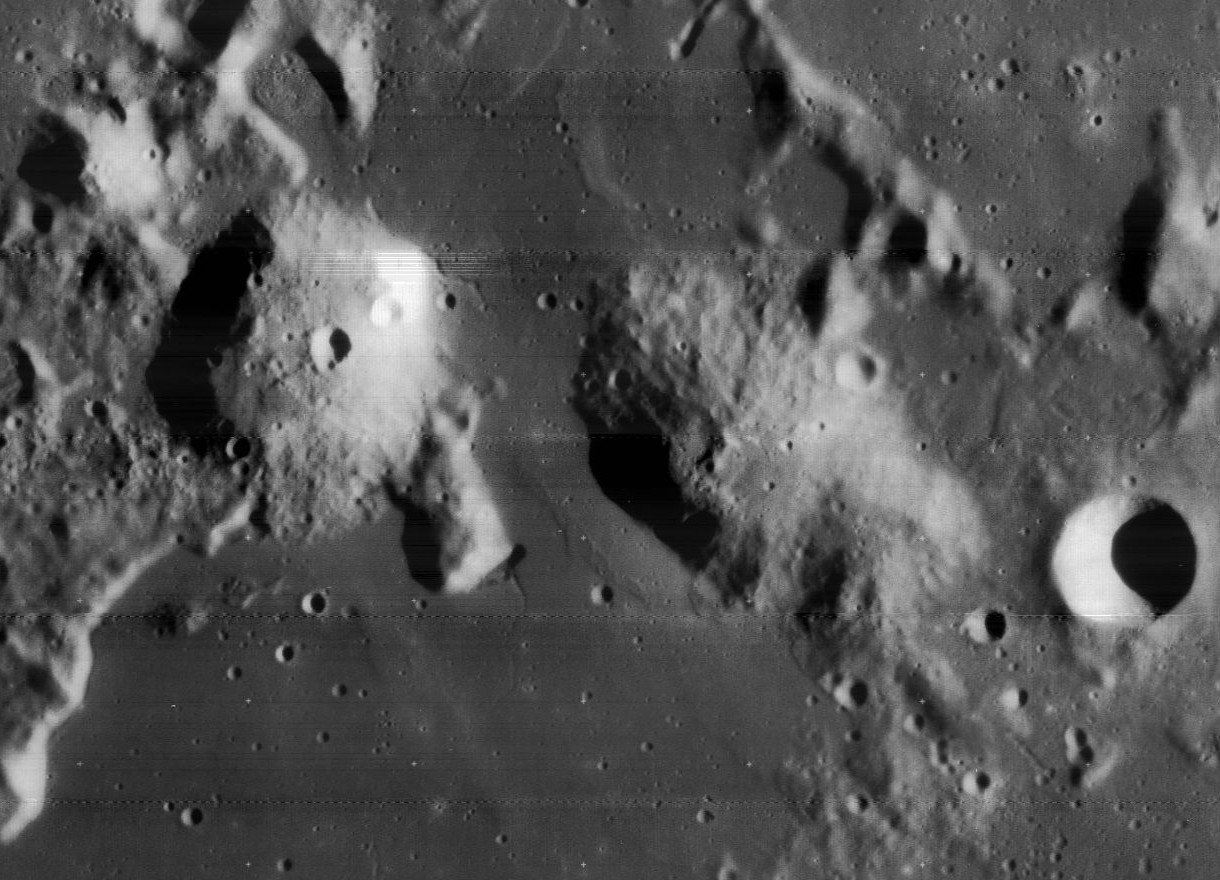
月球轨道器4号拍摄格罗特胡森·伽玛山(左)和格罗特胡森·德尔塔山(右)照片

## 描述
该陨石西北偏北毗邻麦兰陨石坑、东面是卡·赫歇尔环形山和海斯陨石坑、东南坐落着德利尔环形山，西南则是埃格斯特朗陨石坑，陨坑西面是风暴洋；往北，沿东西二大月海间的高地半岛边缘坐落着名为格罗特胡森·伽玛山的月丘，它的东面是另一座山丘-格罗特胡森·德尔塔山；向南是一道南北延伸90公里的皱岭-布赫山脊以及哈宾杰山脉。
该陨坑中心的月面坐标为32°53′N 39°47′E / 32.89°N 39.78°E，直径15公里，深度约1.87公里。
格罗特胡森陨石坑外形略呈圆状，边缘尖峭，内侧壁平整，沿坡底有碎岩堆积，坑底较小且无特色；突起的坑壁略高于周围月海(约560米)。陨坑西北聚集有小陨坑群，它们很可能是某个单一天体在撞击发生前解体所形成的。
格罗特胡森城与格罗特胡森陨石坑并无关系，前者所在位置与格罗特胡森陨石坑有一段距离。

## 卫星陨石坑
按照惯例，最靠近格罗特胡森陨石坑的卫星坑在月图上以字母标注在该坑中心点的旁边。
| 格罗特胡森 | 纬度    | 经度    | 直径    |
| ---------- | ------- | ------- | ------- |
| B          | 35.6° N | 38.8° W | 9 公里  |
| E          | 37.3° N | 44.3° W | 8 公里  |
| F          | 36.3° N | 37.9° W | 4 公里  |
| G          | 36.6° N | 43.9° W | 6 公里  |
| H          | 33.3° N | 38.4° W | 6 公里  |
| K          | 35.3° N | 42.7° W | 6 公里  |
| M          | 36.9° N | 43.2° W | 7 公里  |
| P          | 37.1° N | 40.5° W | 11 公里 |
| R          | 37.1° N | 45.3° W | 7 km    |
| S          | 37.5° N | 45.6° W | 7 公里  |